# Course à pied de 6 jours
Pour l’article homonyme, voir Course de six jours.

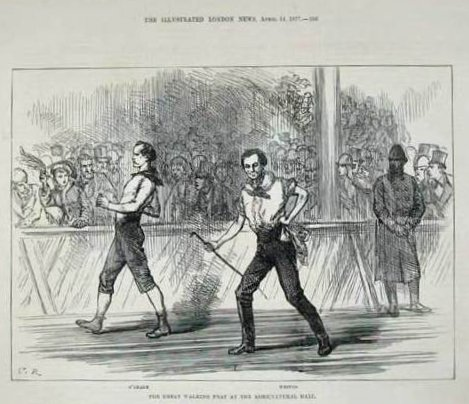
Edward Payson Weston (à droite) et Daniel O'Leary dans leur opposition en 1877 à l'Agricultural Hall à Londres

Les courses de 6 jours sont des épreuves d'ultramarathon qui se déroulent sur route en course d'étape ou sur une boucle mesurée. Les coureurs peuvent courir à leur propre discrétion, combinant marche, jogging, course et repos. Le record du monde actuel est établi en 2024 par le Belge Matthieu Bonne avec 1 046 km, améliorant celui que détenait Yiánnis Koúros (1 036,800 km)depuis 2005.

## Les débuts

### De 1867 à 1877
La course de 6 jours est devenue une distance de course normale dans les années 1870 et est une forme populaire de divertissement, où jusqu'à 70 000 visiteurs payants en 1877 viennent observer les piétons en compétition en extérieur. Cependant, l'usage répandu de la bicyclette à partir de 1890 la remplace comme sport de spectacle par des courses de cycle de la même durée. À l'époque, la course de six jours est de deux formes : course stricte "talon et orteil" de marche athlétique, ou "comme vous voulez", combinaison de marche, jogging et course.
En 1867, Edward Payson Weston marche de Portland, Maine, à Chicago, Illinois, en 26 jours, une distance de 2,134 km (1,326 miles), gagnant 10,000 dollars et une réputation nationale. En 1874, Weston réalise sa première course de 6 jours, en compétition avec Daniel O'Leary, qui accomplit 500 miles (800 km) en 153 heures. La grande bataille a lieu à Chicago en novembre de 1875 avec O'Leary victorieux avec 503 miles (810 km) et Weston finissant avec 451 miles (726 kilomètres). Dans le match retour, en 1877, O'Leary est à nouveau victorieux et l'excitation crée suffisamment d'intérêt pour Sir John Dugdale Astley (en), un député britannique, pour inaugurer une série de sept courses de 6 jours pour déterminer le "champion du monde de longue distance". Celles-ci deviennent célèbres sous le nom de "Ceinture Astley" et des prix en argent sont offerts. O'Leary remporte les deux premières et est contrarié par Charles Rowell, dans sa quête pour trois victoires d'affilée. Weston gagne la quatrième course, établissant un record de 550 miles (890 km) et Rowell remporte les trois dernières courses de plusieurs jours pour conserver définitivement la Ceinture d'Astley,.

### Le championnat du monde de 1879

#### Résultats
| P. | Athlète          | Nationality | miles  | km     |
| -- | ---------------- | ----------- | ------ | ------ |
| 1  | George Guyon     | Canada      | 480,25 | 772,89 |
| 2  | Frederick Krohne | États-Unis  | 461    | 742    |
| 3  | John P. Colston  | Suède       | 452,2  | 727,5  |
| 4  | Charles Faber    | États-Unis  | 450,13 | 724,6  |
| 5  | Ben Curran       | États-Unis  | 438,25 | 705,1  |
| 6  | Peter N. Campana | États-Unis  | 401,33 | 645,8  |
| 7  | W.H. Davis       | États-Unis  | 225    | 362,1  |

#### Résultats intermédiaires
- 24 heures : Guyon : 105 miles ; Faber : 100 miles ; Byrne : 95 miles ; Washington : 93,5 miles ; Krohne : 91 miles ; Campana : 86 miles ; Colston : 82 miles ; Curran : 80 miles ; Urann : 78 miles ; Kent : 75 miles ; Forrester : 67,5 miles ; Davis : 60 miles. Arrêts : Cotton (60 miles) et Stark (52 miles).
- 48 heures : Guyon : 187 miles ; Faber : 178 ; Krohne : 172 ; Campana : 165 ; Washington : 161 ; Curran : 159 ; Colston : 150 ; Kent : 142 ; Forrester : 118 ; Davis : 102. Arrêts : Byrne (104) et Urann.
- 72 heures : Guyon : 267 miles ; Krohne : 254 ; Faber : 250 ; Campana : 236 ; Colston : 226 ; Curran : 224 ; Washington : 213 ; Kent : 211 ; Davis : 152.
- 96 heures : Guyon : 345 miles ; Krohne : 335 ; Faber : 314 ; Colston : 300 ; Curran : 296 ; Campana : 292 ; Davis : 188.

### De 1880 à 1890
En 1880, Fred Hitchborn établi un nouveau record de 565 miles (909 km), gagnant 17,000 dollars, une fortune à l'époque.
Entre le 26 novembre et le 1er décembre 1888, George Littlewood (en) de Sheffield, en Angleterre, fait un nouveau record mondial de 623 miles et 1320 yards (1 002,833 km)  - un record du monde qui n'a pas été battu pendant 96 ans.
Au début des années 1890, les courses de six jours sont en déclin et n'attirent plus le public, ni n'offre de prix importants.

## De nos jours
Statistiques des 6 jours d'après la Deutsche Ultramarathon-Vereinigung (DUV)
Ce n'est que lorsque Don Choi organise une course de six jours en 1980 en Californie, que l'intérêt recommence à croître. Le britannique Briton Mike Newton devient le premier homme à couvrir 500 milles (800 km) dans une course moderne de 6 jours, à Nottingham en novembre 1981. En 1982, Tom O'Reilly amène le 6 jours à un total de 576 miles (927 km). En 1984, Yiannis Kouros réalise 1 022 km (625 miles) sur piste aux 6 jours de Colac (en) en Australie, ce qui lui vaut un nouveau record du monde qui tient jusqu'en 2005, quand il bat son propre record avec 1 036 km (644 miles), lors de la même course des 6 jours à Colac, à l'âge de 49 ans. En 1988, Yiannis Kouros bat le record du monde des 6 jours sur route avec 1 028,370 km à l'Ultra Trio Race Sri Chinmoy de New York,. En 1992, Jean Gilles Boussiquet établi un nouveau record en salle avec une marque de 1 034,200 km aux 6 jours de La Rochelle (France), toujours en vigueur en 2017. En 2024, le Belge Matthieu Bonne bat le record sur route en parcourant 1 046,2 km.
La première course féminine de 6 jours a eu lieu en 1879 et est remportée par Bertha Von Berg avec 372 miles (599 km). Le record du monde féminin sur route est brisé par l'Australienne Dipali Cunningham (en) en 1998 quand elle couvre 504 milles (811 km) à la course de 6 et 10 jours Self-Transcendence sur Ward's Island à New York dans des conditions très humides. En 2009, Cunningham établi un nouveau record sur route pour les femmes de 825,593 km à 50 ans. Le record du monde féminin sur piste appartient à Sandra Barwick depuis 1990, aux 6 jours de Campbelltown (NZL), avec une marque de 883,631 km.
Les 6 jours de France sont la plus longue compétition officielle de course à pied dans l’Hexagone, qui a réuni 155 participants de 18 nations en 2016 pour la 11e édition. Le record de l'épreuve est de 881,509 km par Olivier Chaigne en 2012. À noter que sur les 6 jours de France, en marche, deux records du monde sont détenus par des Français. Dominique Bunel avec 752,271 km et Claudie Bizard avec 624,339 km.

## Les courses de6 jours

### Actuelles
- 6 jours de France[18]
- Across The Years (24, 48, 72h et 6 jours en Arizona - États-Unis)[19]
- Festival International d'Ultramarathons d'Athènes (24h, 48h, 72h, 6 et 7 jours, 1 000 km et 1 000 miles)[20]
- 6 et 10 jours Self-Transcendence (sur une boucle d'un mile à New York)[21]
- Six Days in the Dome - The Redux (Etats-Unis)
- EMU 6 Day Race World Trophy (Hongrie)
- K6 Czech Ultramarathon Festival (République Tchèque)
- Viadal Ultra Six Days (Suède)
- Transylvania 6 days (Roumanie)

### Passées
- 6 jours de La Rochelle[22]
- 6 jours de Colac (en) (dernière édition en 2006)
- Course de 6 jours d'Antibes (en)[23] (24, 48, 72h et 6 jours - dernière édition en 2011)
- No Finish Line 6 Day
- Les 6 Jours du Toulois[24], course par étapes atypique avec un contre-la-montre (la plus ancienne en France, créée en 1984[25] ).

### Littérature
- (en) Ultramarathoning: The Next Challenge, by Tom Osler and Ed Dodd
- L'Ultra Marathonien France
- Magazine Ultrafondus
- (en) Ultrarunning magazine
- (en) Multiday Running Magazine
- (en) Marshall, P. S., (2008) , King of the Peds (Author House)  (ISBN 1434334678)